# Бугатти, Карло
Карло Бугатти (итал. Carlo Bugatti; {{2 февраля 1856, Милан — 31 марта 1940, Мольсем, Эльзас) — итальянский художник декоративно-прикладного искусства, работавший в  «стиле либерти» в период модерна и ар-деко. Отец автомобильного конструктора Этторе Бугатти (1881—1947), основателя фирмы Bugatti . Карло Бугатти был близким другом композитора Джакомо Пуччини.

## Жизнь и творчество
Карло Бугатти родился в Милане, столице Ломбардии на севере Италии, в семье архитектора и скульптора Джованни Луиджи Бугатти. Высшее образование по специальности архитектура получил в Милане, в Академии Брера, а затем, с 1875 года учился в Академии изящных искусств в Париже.
В 1880 году он начал производство мебели в Милане. С 1888 года стал пользоваться успехом за пределами Италии. Тем не менее, до 1904 года Бугатти содержал миланскую мастерскую на улице Via Castelfiardo, 6.
В 1880 году Карло Бугатти вступил в брак с Терезой Лориоли. В том же году начал в Милане проектную архитектурную деятельность (сведения о реализации его проектов отсутствуют), но со временем именно изготовление мебели принесло ему известность. С ранних лет он сотрудничал со своим другом по ученичеству в Академии Брера Джованни Сегантини, который стал его шурином после свадьбы с его сестрой Луиджией, известной как Биче (Bice). Он также будет сотрудничать с другими талантливыми художниками, такими как живописец-пуантилист Эмилио Лонгони и краснодеревщик Эудженио Куарти.
Мастер создал свой индивидуальный, оригинальный стиль мебели. Его продукция, как правило, выходила из мастерской отдельными экземплярами и была очень дорогой. Позднее он стал выпускать и упрощённые, серийные варианты своих изделий. Свою мебель Бугатти во вкусе ар-деко украшал восточными: турецкими или японскими орнаментами и загадочными письменами. Он не отказывался от экзотического тона и намеренной декоративности, не ослаблял пристрастия к необычным, причудливым формам и умел воплощать самые необычные замыслы. Бугатти постоянно экспериментировал с новыми формами и материалами. Он использовал пергамент, олово, латунь, верблюжью или львиную шкуру и чеканную медь для покрытия поверхностей, а также инкрустации экзотическими для мебели материалами, такими, как слоновая кость, перламутр, бронза, керамика, ткани, тропические сорта дерева. Он также сотрудничал с художниками миланской Скапильятуры, такими как Сегантини, Лонгони, Пеллегрини, а также некоторое время со своим сыном Рембрандтом для живописных украшений.
Эти особенности позволяют отнести индивидуальный стиль и манеру Бугатти к популярному в то время в Италии «стилю Либерти» (итал. stile liberty), по фамилии английского коммерсанта Артура Ласенби Либерти, представителя торговых фирм на Востоке, открывшего в 1874 году в Лондоне магазин, торговавший предметами искусства Китая и Японии.
В 1888 году состоялись две выставки, одна в Милане, другая в Лондоне, с участием работ Карло Бугатти. На Итальянской выставке в Лондоне (l’Esposizione Italiana di Londra), где он получил Большой почётный диплом, началась международная известность мастера, которая была подтверждена на других выставках, таких как Всемирная выставка в Париже в 1900 году, на которой он получил серебряную медаль, и на первой Международной выставке современного декоративного искусства (l'Esposizione internazionale d'arte decorativa moderna) в Турине в 1902 году, где мебель его мастерской занимала четыре комнаты и получила главную премию.
За лондонской выставкой последовало его участие в других международных экспозициях (в Амстердаме, Антверпене), на которых его мебель неизменно получала призы и награды. С приходом международной известности у Бугатти появились крупные заказы из-за рубежа. Такие, как оформление «Турецкого салона» в нью-йоркском отеле Уолдорф-Астория или мебель для резиденции матери хедива (вице-султана Египта) в Константинополе (ок. 1900 г.).
В 1904 году Карло Бугатти закрыл свою миланскую мастерскую, продал основанную им фабрику в Милане (на виа Маркона, 13) фирме Де Векки, и поселился в Париже, где познакомился с коммерсантом Адриеном А. Эбраром (1865—1937), который убедил его заняться скульптурой, заказав ему предметы и украшения, в том числе фантастический бестиарий, который в 1907 году Эбрар выставит в своей галерее. В Париже Бугатти занимался также живописью и ювелирным искусством. Покинув французскую столицу в 1910 году, Бугатти с семьёй переехал в Пьерфон (департамент Уаза), где стал мэром (1914—1918).
Последние годы его жизни ознаменовали драматические события. В 1916 году его младший сын, скульптор-анималист Рембрандт Бугатти, покончил жизнь самоубийством. Затем последовали смерть его дочери Деанис (1883—1932) и в 1935 году его жены Терезы Лориоли.
В 1937 году, через два года после смерти жены, престарелый Бугатти вместе со своим старшим сыном Этторе Бугатти (1881—1947), в будущем знаменитым автомобильным фабрикантом, переехали в Монсхейм в Эльзасе. Эклектичный мастер, в последние годы своей жизни посвятил себя живописи (в 1910 году выставил портрет в Салоне национального общества в Париже), а также работам из серебра и других металлов, иногда с инкрустацией перламутром, жемчугом или слоновой костью: небольшие амфоры, вазы, блюда с причудливым анималистическим декором.
Карло Бугатти провёл свои последние месяцы в квартире на фабрике сына «Bugatti» в Мольсеме (Мольсхайме). В марте 1940 года 84-х летний мастер умер в больнице Мольсхайма. Он похоронен на семейном кладбище Бугатти в Дорлисхейме.

## Галерея

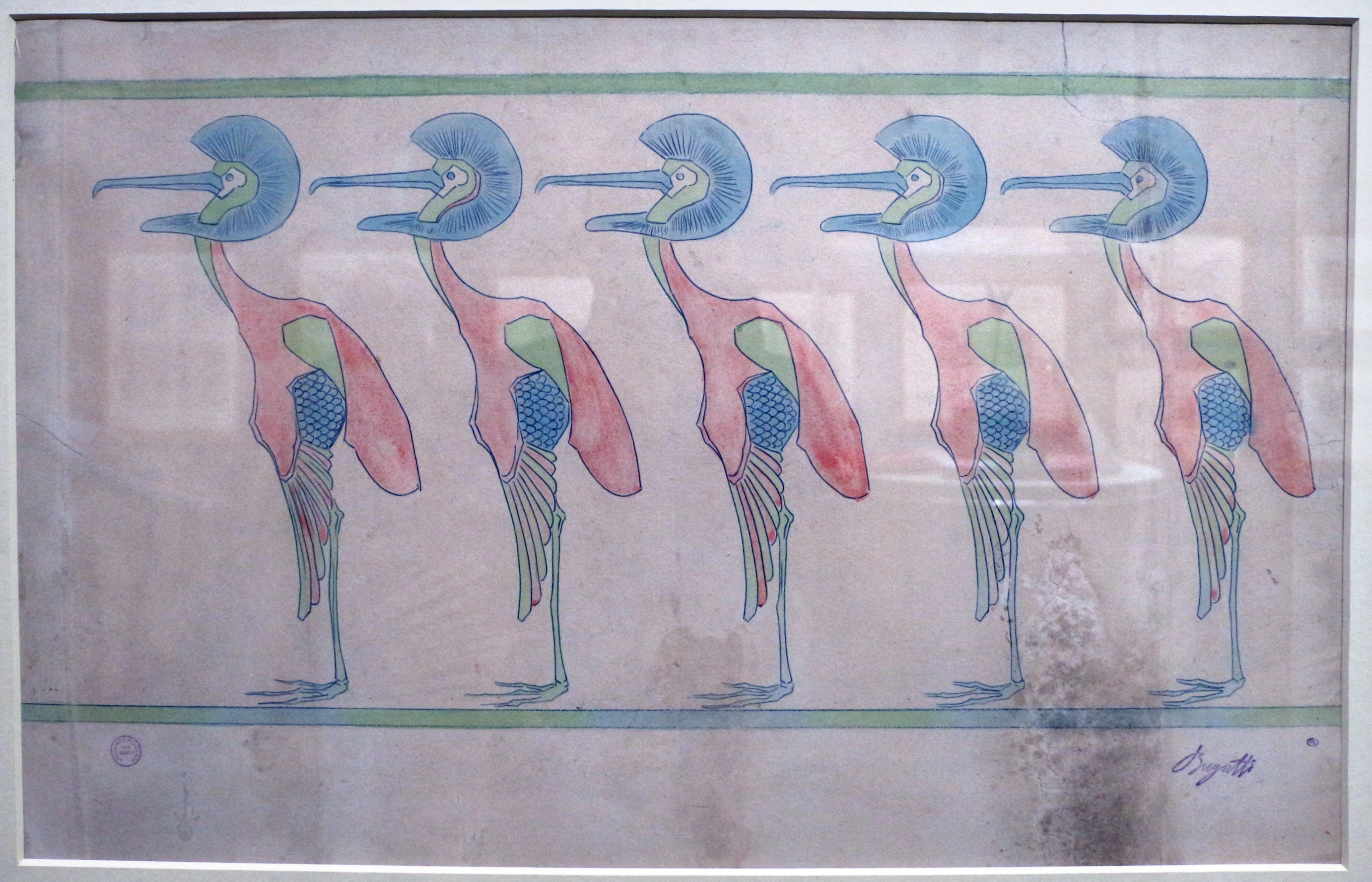
Пять журавлей. 1904-1910. Акварель. Музей Орсе, Париж
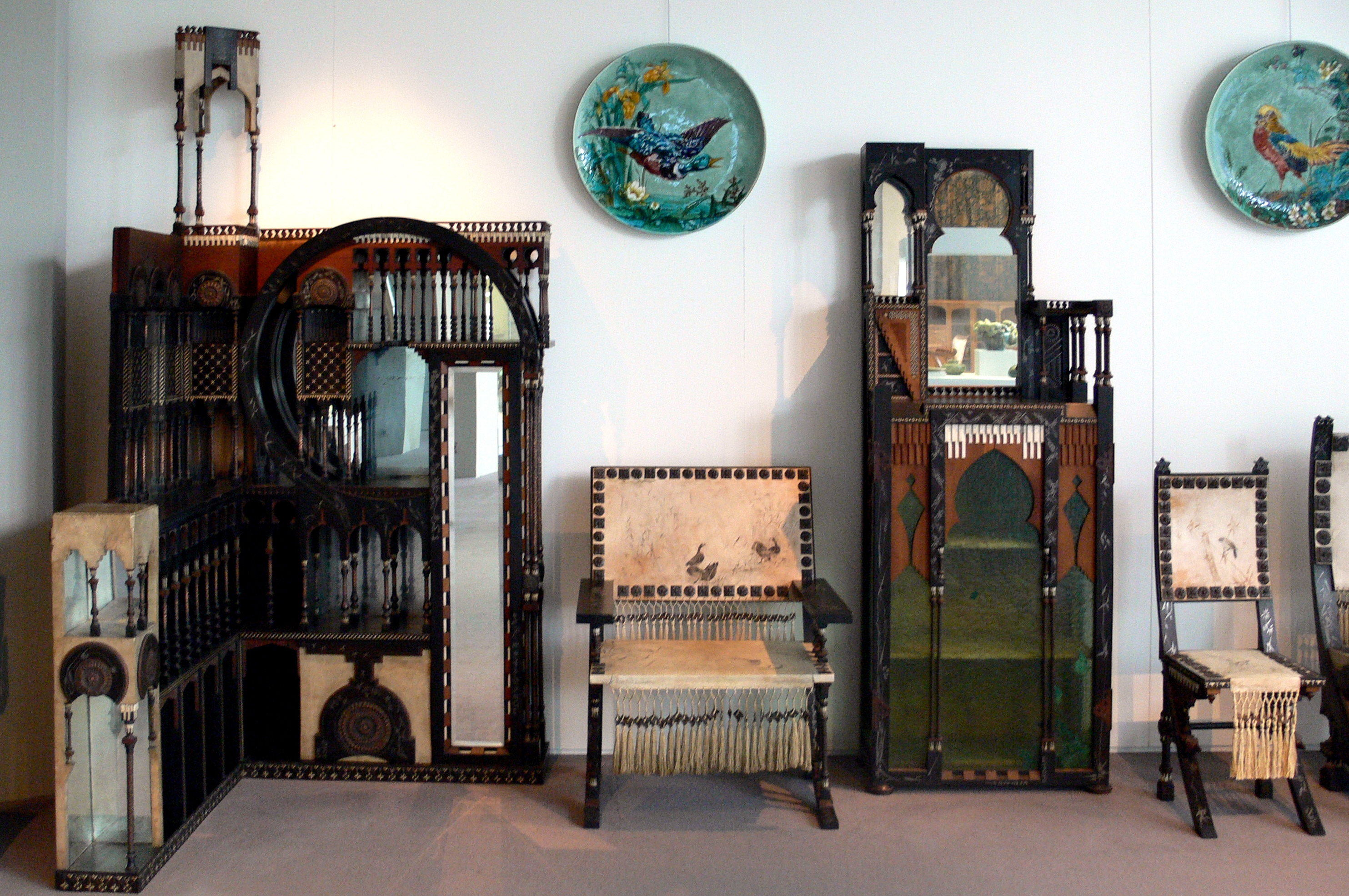
Меблировка Салона. Ок. 1885 г. Милан
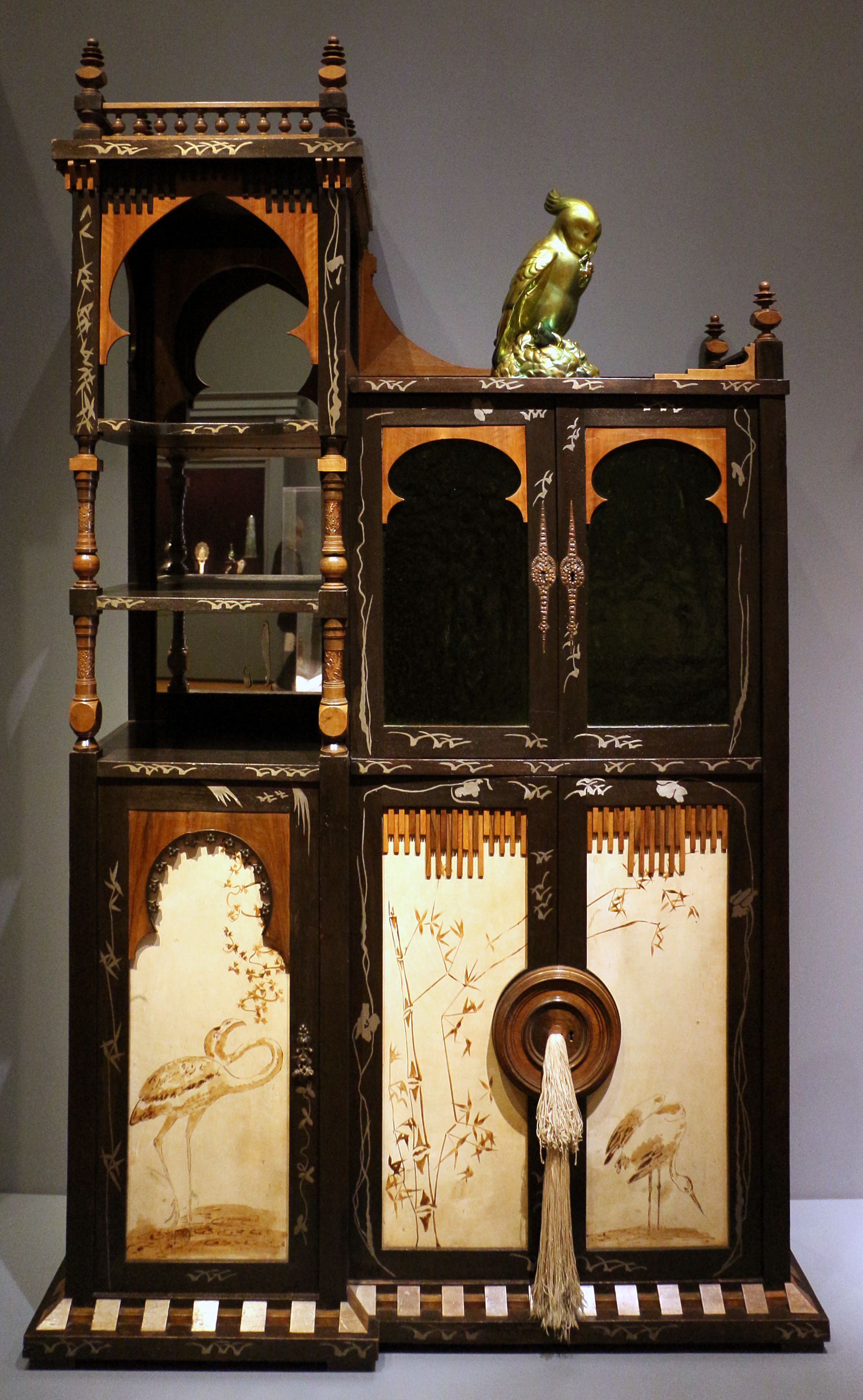
Кабинет. 1895
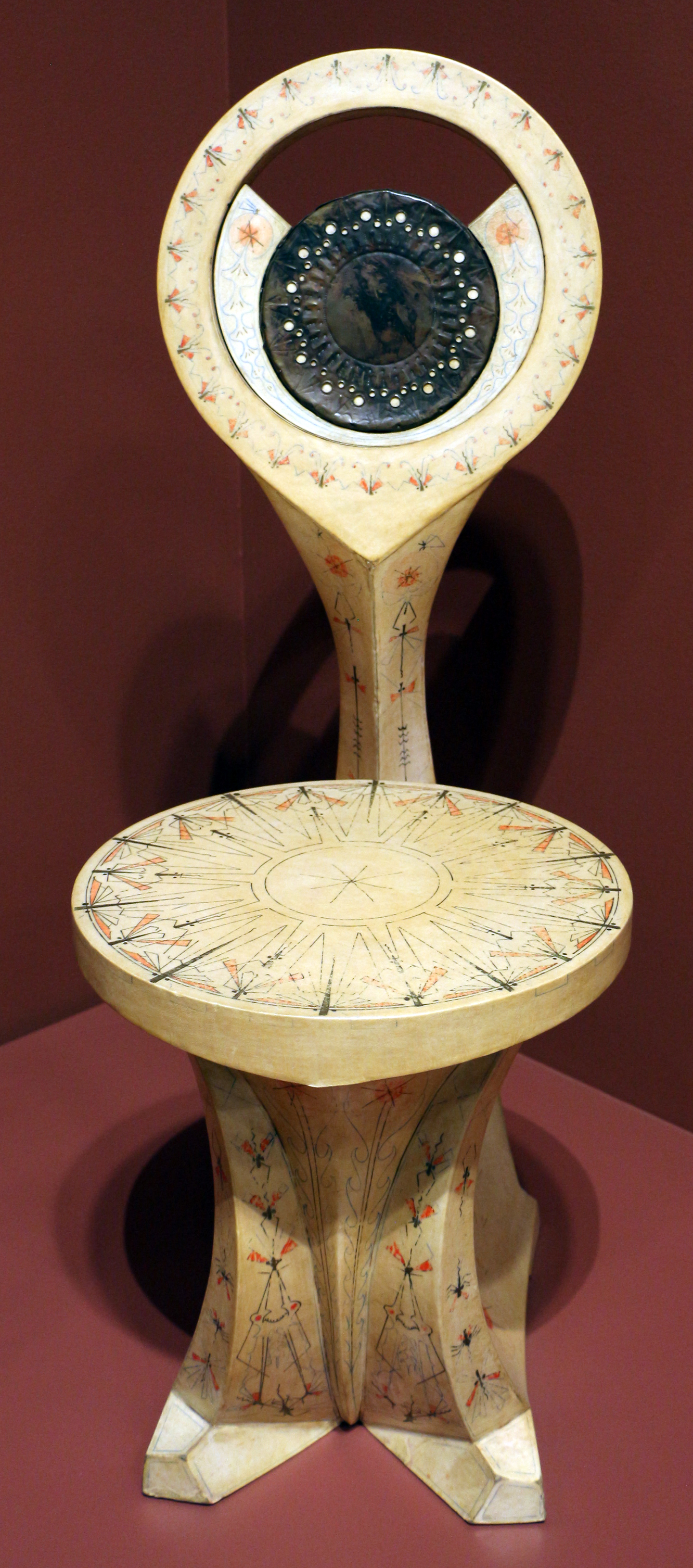
Кресло «кобра». 1902. Чикагский институт искусств
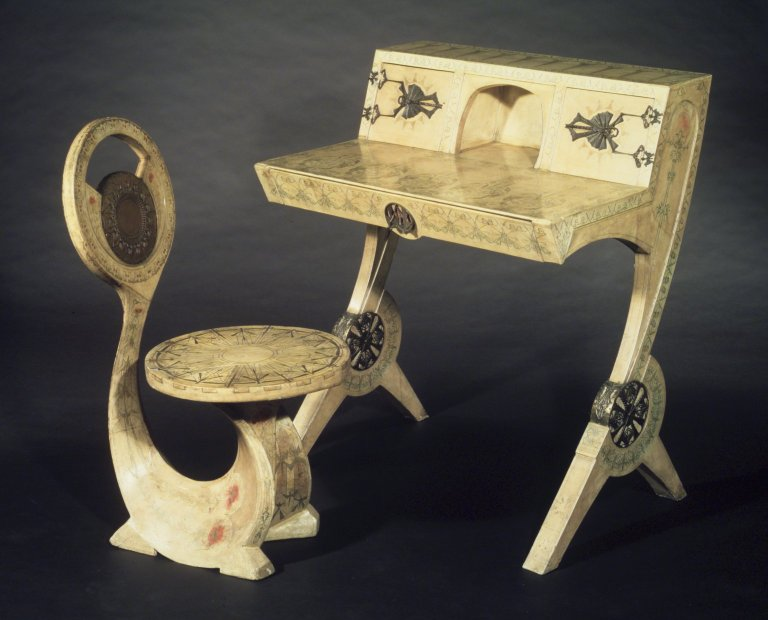
Кресло «кобра» и письменный стол. 1902. Музей Бруклина
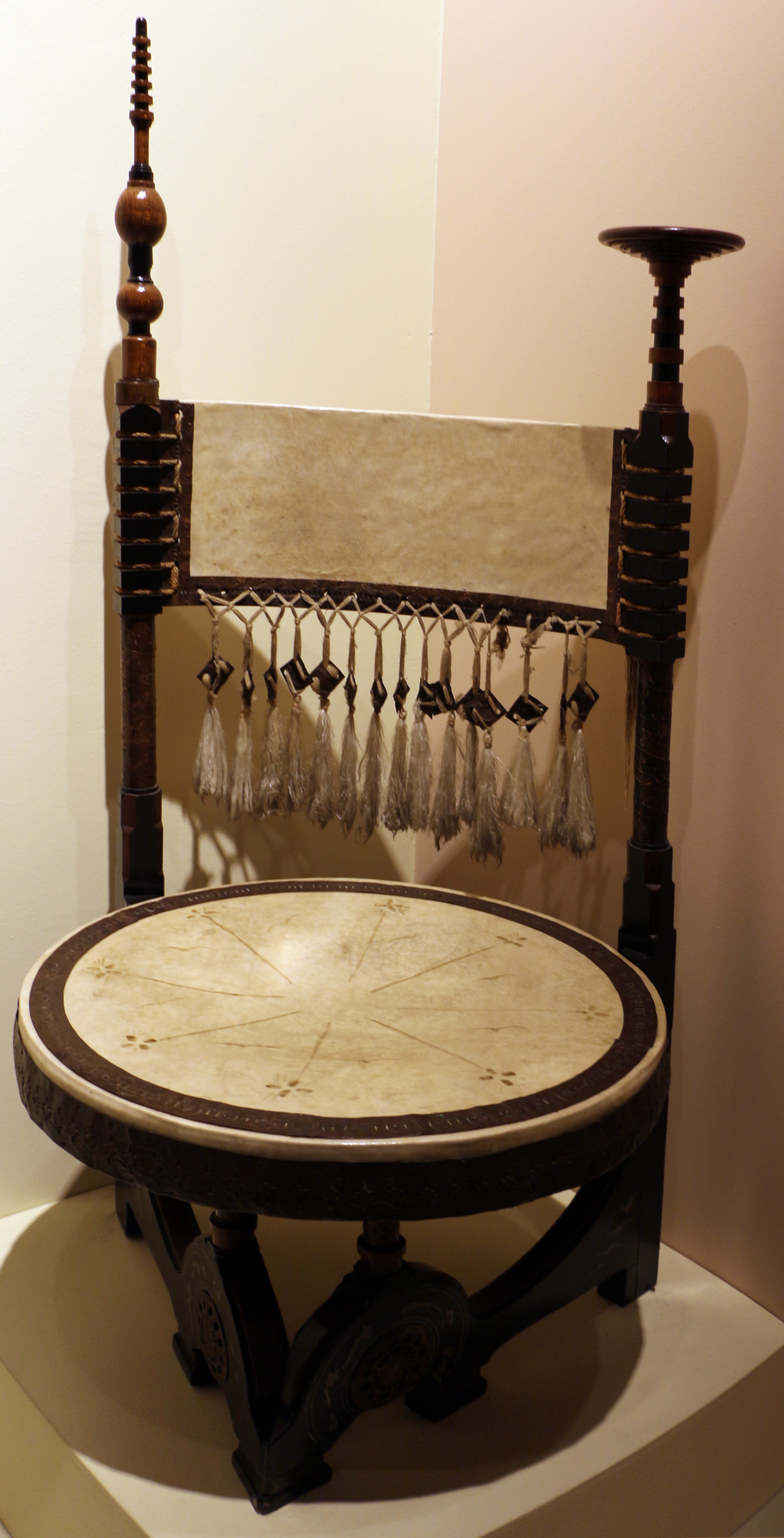
«Круглое кресло». 1902. Музей мебели, Милан
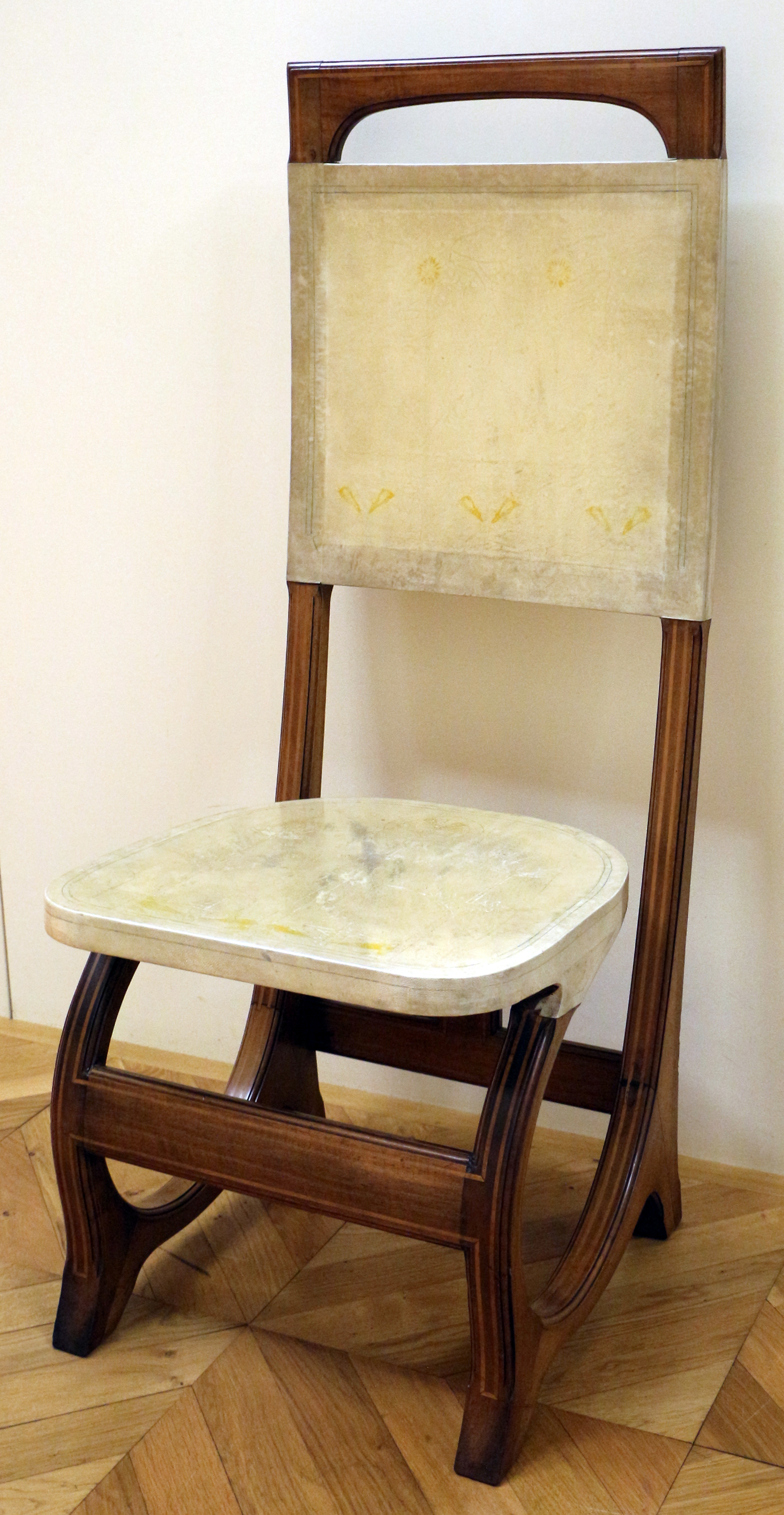
Стул из коллекции 1904-1910 гг. Музей Орсе, Париж
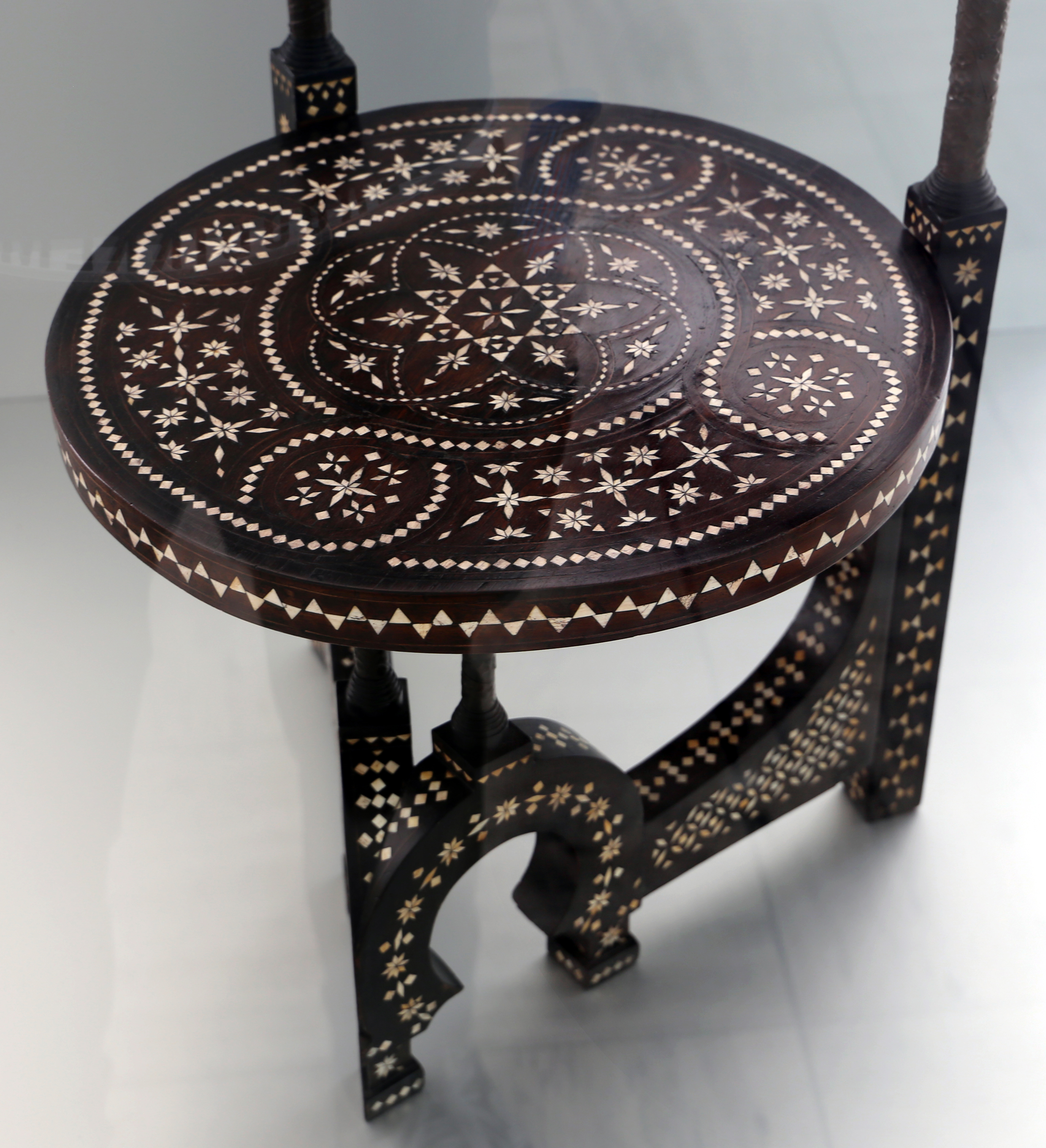
Табурет. Ок. 1895. Музей Бойманса — ван Бёнингена, Роттердам
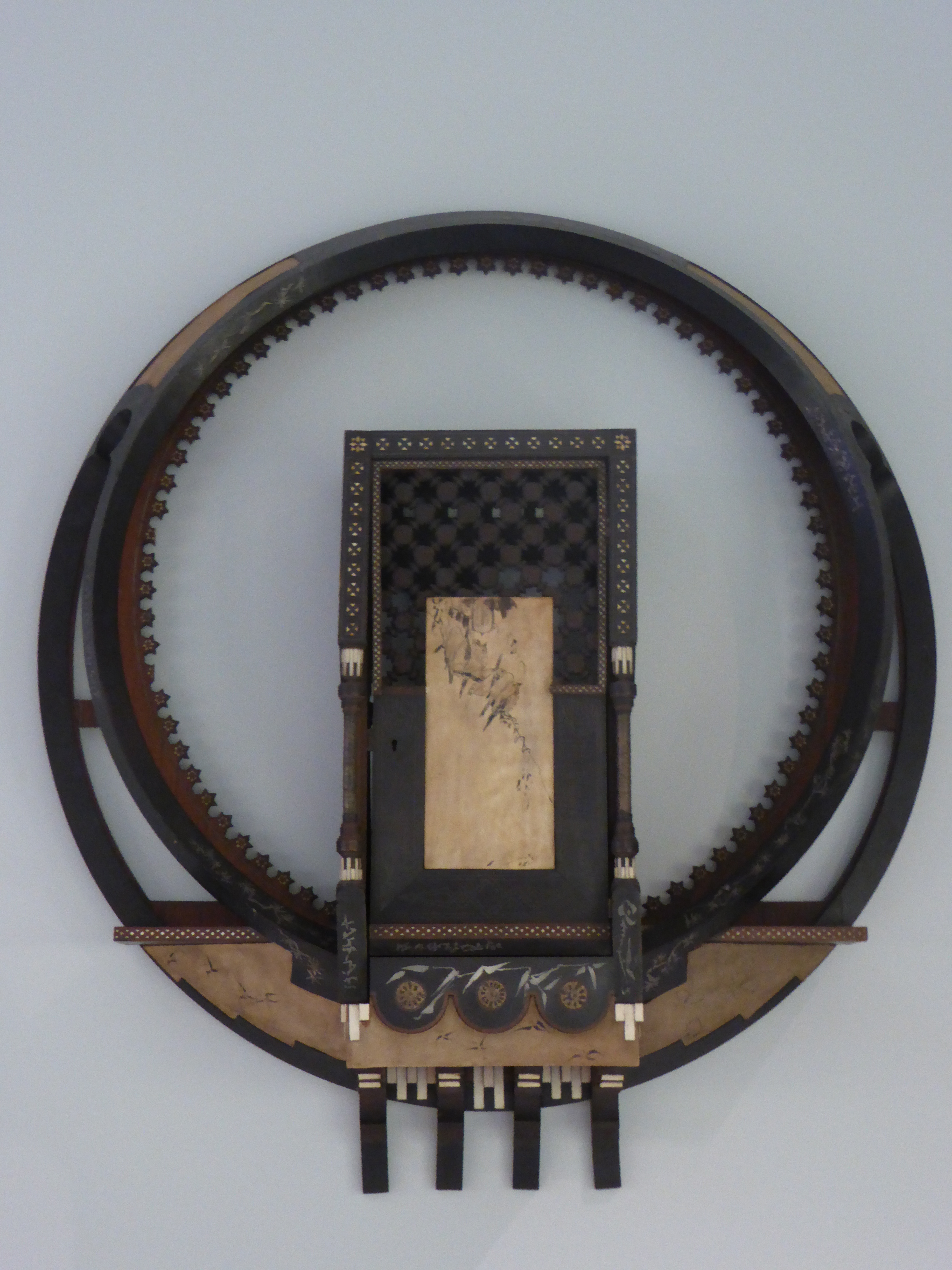
"Предмет салонной мебели, висящий на стене". Ок. 1890 г. Музей художественных ремёсел (Берлин)
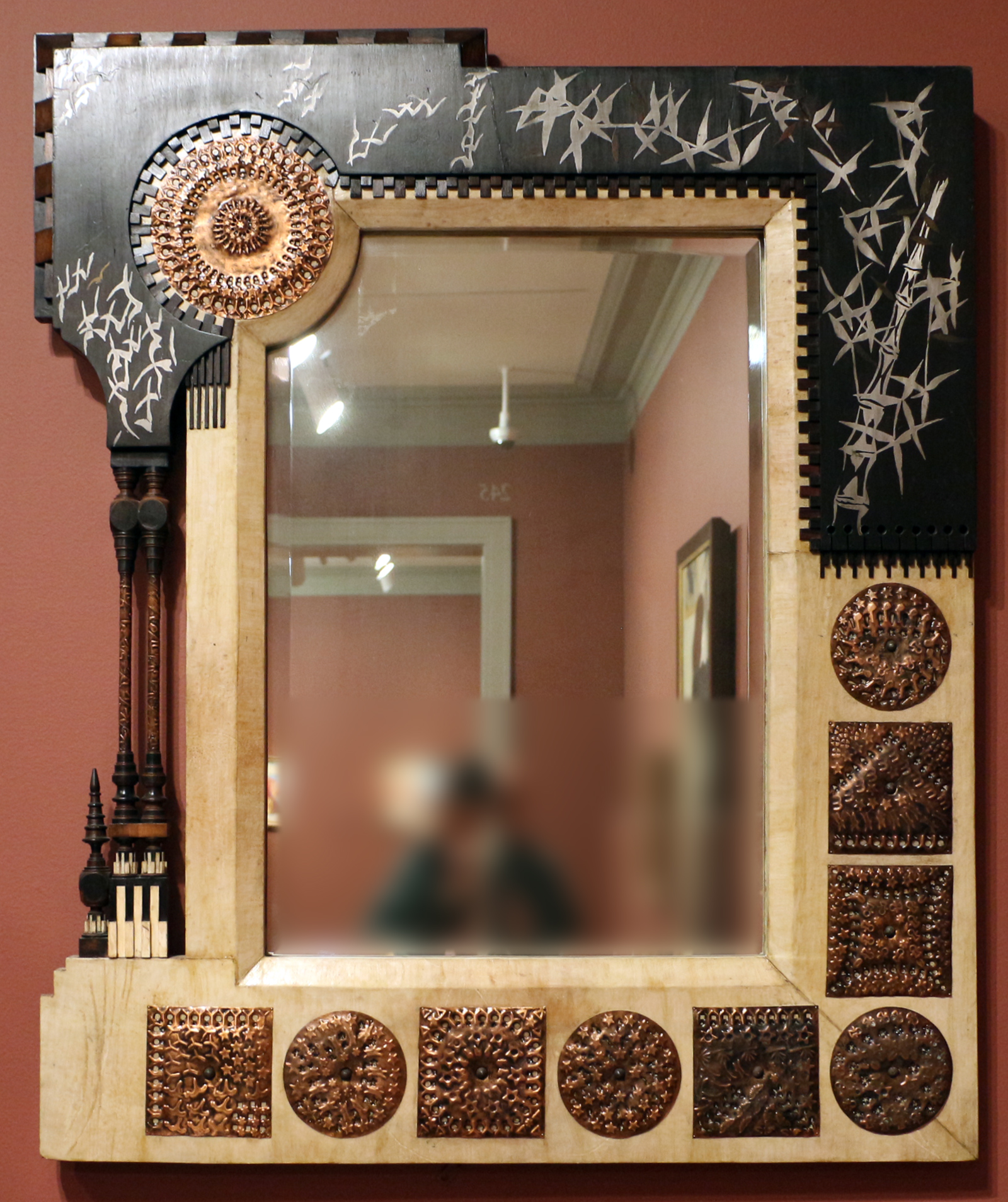
Зеркало. Из коллекции 1895-1902 гг. Чикагский институт искусств, Иллинойс, США
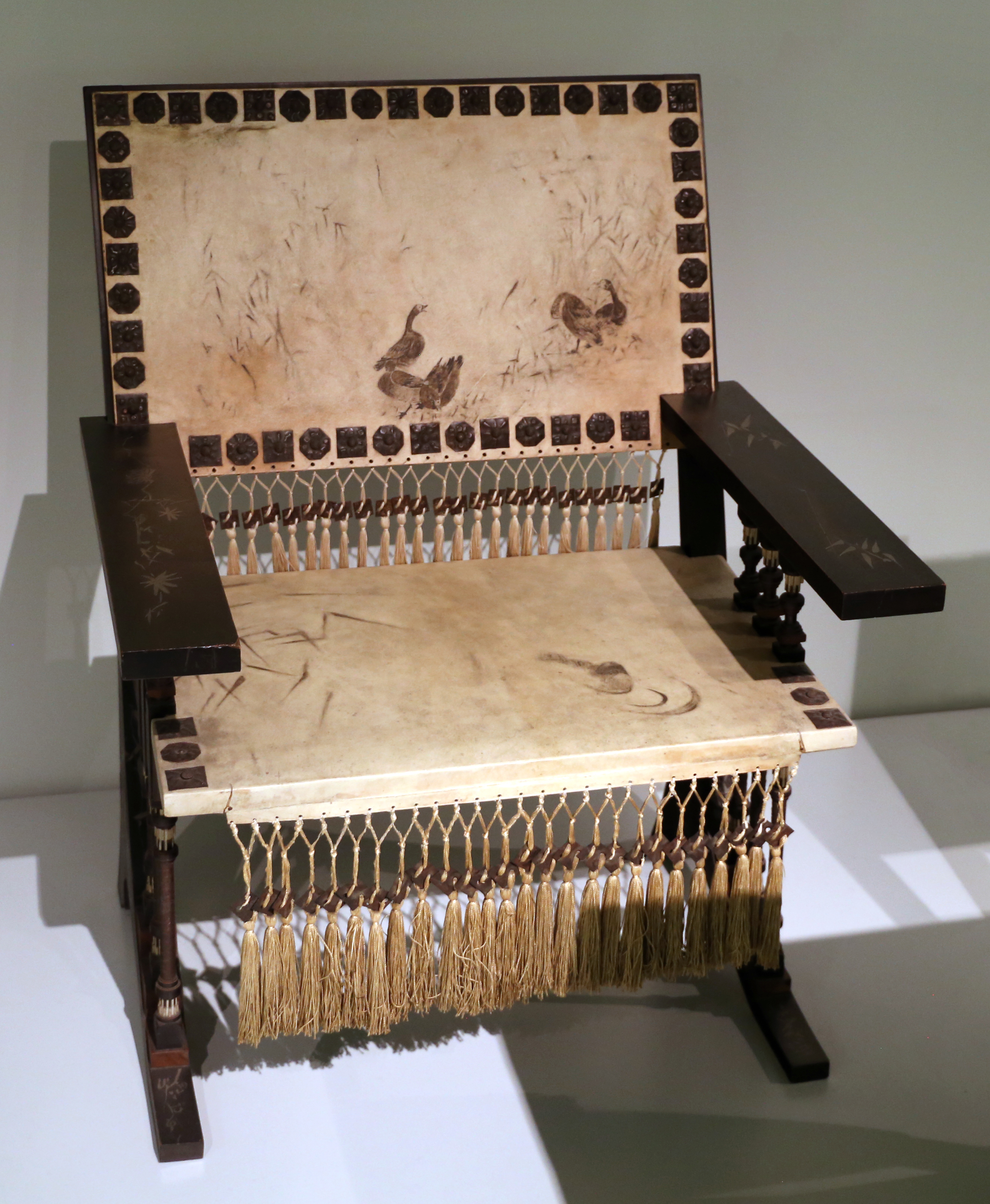
Кресло для Миланского Салона 1890 г. Музей художественных ремёсел (Берлин)
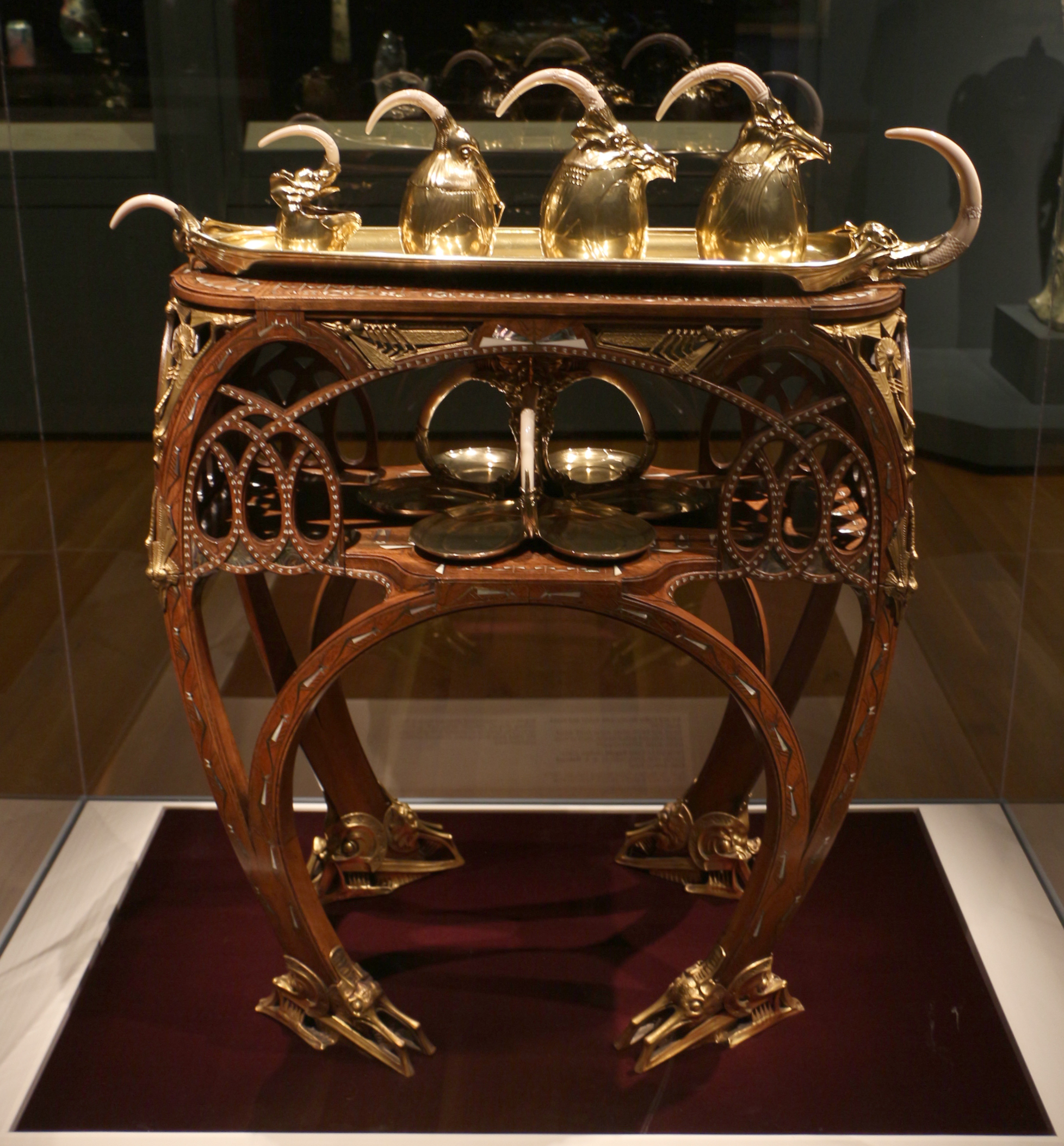
Сервировочный столик. Ок. 1907 г. Художественный музей Кливленда, США
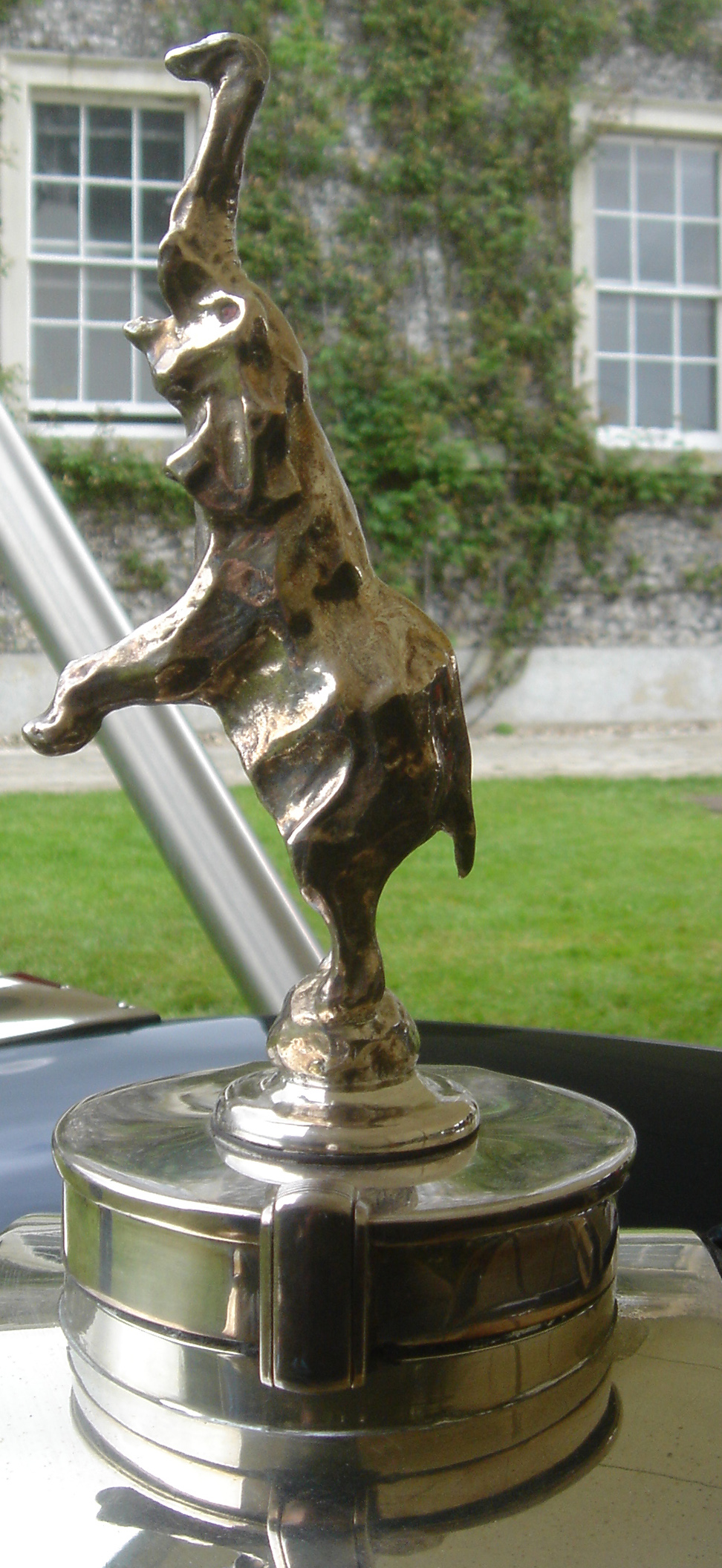
Рембрандт Бугатти Младший. Танцующий слон. Навершие радиатора автомобиля «бугатти». 1908

## Дополнения
- Бугатти, Карло в Немецкой национальной библиотеке.
- Работы К.Бугатти в стиле L’Art Nouveau Архивная копия от 29 октября 2019 на Wayback Machine
- Биография на bugatti.com